# Public service i Nederländerna
Radio och TV i Nederländerna är till stor del organiserade i ett public service-system, där många olika folkrörelser delar gemensamma tekniska anläggningar. Sändningarna var tidigare licens-finansierade med ett inslag av reklamintäkter. År 2000 avskaffades dock TV-licensen, och inkomstskatten höjdes med 1,1 procentenhet.

## Organisationer
Paraply-organisationen kallas NPO, Nederlandse Publieke Omroep. Sedan finns många folkrörelse-organisationer som har sändningstillstånd och fungerar som programbolag. Deras status beror på antalet betalande medlemmar. De största av dessa är:
| Namn                                                                                           | Inriktning                                                                 |
| ---------------------------------------------------------------------------------------------- | -------------------------------------------------------------------------- |
| AVRO (Algemene Vereniging Radio Omroep, "Allmän förening för radiosändning")                   | Allmän borgerlig liberal sekulär inriktning.                               |
| VARA (ursprungligen Verenigde Arbeiders Radio Amateurs, "Förenade arbetarradioamatörer")       | Har sin bakgrund i arbetarrörelsen.                                        |
| KRO (Katholieke Radio Omroep, "Katolsk radiosändning")                                         | Den katolska sändaren. Sänder mestadels icke-religiösa program.            |
| NCRV (Nederlandse Christelijke Radio Vereniging, "Nederländska kristna radioföreningen")       | Den största protestantiska sändaren. Sänder främst icke-religiösa program. |
| EO (Evangelische Omroep, "Evangelisk rundradio")                                               | Protestantisk sändare med mer evangelisk religiös inriktning.              |
| TROS (Televisie Radio Omroep Stichting, "TV-Radiosändning stiftelse")                          | Den största sändaren. Har en allmän populär inriktning.                    |
| VPRO (ursprungligen Vrijzinnig Protestantse Radio Omroep, "Frisinnad protestantisk rundradio") | Frisinnad intellektuell progressivt liberal sändare.                       |
| BNN (Bart's Neverending Network)                                                               | Ungdomsinriktad radikal sändare.                                           |
| Omroep MAX                                                                                     | Riktar sig till äldre.                                                     |
| PowNed                                                                                         | Ungdom                                                                     |
| WNL (Wakker/Wij Nederland, Vakna/Vi Nederländerna)                                             |                                                                            |

AVRO, VARA, KRO och NCRV är de ursprungliga rundradioföreningarna som funnits sedan radions barndom. Dessa följdes på 1960-talet av TROS, den första radioföreningen utan koppling till någon särskild religion eller grupp, och EO, som startats av protestanter som ansåg att NCRV inte var kristet nog. 
2014 slogs AVRO och TROS samman till AVROTROS.
Utöver de stora medlemsbaserade föreningarna finns två mer allmänna programbolag som inte har några medlemmar:
| NOS (Nederlandse Omroep Stichting, "Nederländsk rundradiostiftelse") | Ansvarar för nyhetssändningar och sport.               |
| NTR                                                                  | Sänder kultur-, barn-, ungdoms- och minoritetsprogram. |

Många andra organisationer får sända någon timme eller kvart, som till exempel kyrkor och politiska partier.

## Radiokanaler
Radiosändningar sker i följande nationella kanaler:
- Radio 1 - nyheter och sport
- Radio 2 - populärmusik, främst från 80- och 90-talet.
- 3FM - pop och rock
- Radio 4 - klassisk musik
- Radio 5 - musik för äldre på dagarna och diskussionsprogram på kvällarna
- Radio 6 - jazz, världsmusik och kulturprogram
- FunX - spelar hiphop och rapmusik
- Concertzender - sänder konserter

Dessutom har man en mängd digitala kanaler.

## TV-kanaler

Logotyp NPO 1
Logotyp NPO 2
Logotyp NPO 3

För TV-utsändningar finns det tre public-service-kanaler som sänder via det analoga marknätet.
- NPO 1
- NPO 2
- NPO 3

Tidigare var olika föreningar kopplade till olika kanaler. För att möta konkurrensen har man sedan 2006 i högre grad profilerat kanalerna. 
BVN är en kanal för okodad satellit-TV med nederländskspråkiga program från nederländsk och flamländsk public service.
Under samlingsnamnet "Nederland 4" sänder man även sjutton olika digitala TV-kanaler:
- 3voor12 Central - popmusikvideor från VPRO
- 3voor12 Onstage - popmusikkonserter från VPRO
- Consumenten TV - konsumentinriktade program från VARA med flera
- Cultura - konst och kultur från NPS
- Dier en Natuur TV - naturprogram från AVRO
- /Geschiedenis - historieprogram från NPO och VPRO
- Journaal 24 - nyheter från NOS
- Holland Doc - dokumentärkanal från VPRO
- Nederland-e - utbildningsprogram från Teleac/NOT och RVU
- Sterren.nl - holländsk musik från TROS
- 101 TV - ungdomskanal från BNN
- HilversumBest - från NPO
- Humor-TV - humorprogram från VARA
- /Geloven - religionsprogram från NCRV
- Omega TV - kristet inriktad kanal från EO med flera
- Opvoeden doe je zo - kanal om föräldraskap från KRO
- Politiek 24 - parlaments-TV från NPO